# De wereld als markt en strijd
De wereld als markt en strijd (oorspronkelijke Franse titel: Extension du domaine de la lutte) is een roman van Michel Houellebecq uit 1994, die zes jaar later in het Nederlands verscheen. Het is Houellebecqs debuutroman. Het boek verscheen in Frankrijk bij een relatief kleine uitgever en trok aanvankelijk weinig aandacht, maar groeide geleidelijk uit tot een 'cultboek'. Na het verschijnen van Houellebecqs succesvolle tweede roman, Elementaire deeltjes (1998), werd de voorganger alsnog een bestseller. Het boek is vertaald in ruim 25 talen.
In De wereld als markt en strijd staat het westers cultuurpessimisme centraal. De hoofdpersoon is een depressieve IT'er, een incel avant-la-lettre, een antiheld met een scherpe blik op een maatschappij waarin het marktdenken centraal staat, ook wat betreft relaties tussen mannen en vrouwen. Zijn versimpelde theorie luidt: mooie mensen krijgen alles, lelijke niets. Hijzelf behoort tot de laatste categorie.

## Inhoud

### Titel
De oorspronkelijke Franse titel 'Extension du domaine de la lutte' betekent letterlijk 'uitbreiding van het strijdtoneel' en verwijst naar een vergelijking die de ik-verteller maakt tussen economie en seksualiteit:

In een volkomen liberaal economisch stelsel vergaren sommigen enorme rijkdommen; anderen kwijnen weg in werkloosheid en armoede. In een volkomen liberaal seksueel stelsel hebben sommigen een afwisselend, opwindend seksleven; anderen zijn veroordeeld tot masturbatie en eenzaamheid. Het economisch liberalisme is de uitbreiding van het gebied van de strijd, de uitbreiding ervan naar alle leeftijden en alle klassen van de samenleving. Op dezelfde manier is het seksueel liberalisme de uitbreiding van het gebied van de strijd, de uitbreiding ervan naar alle leeftijden en alle klassen van de samenleving.

In de meeste vertalingen is de titel min of meer letterlijk vertaald (zie hieronder). De Nederlandse titel 'De wereld als markt en strijd' wijkt daar enigszins vanaf, maar geeft wel de kerngedachte van het betreffende citaat weer. Het is tevens een speelse verwijzing naar Arthur Schopenhauers hoofdwerk De wereld als wil en voorstelling (1818), een door Houellebecq veelvuldig aangehaald boek. De Engelse vertaling 'Whatever' kent geen precedent.

### Opbouw
Het boek telt 175 pagina's (Nederlandse hardcovereditie) en bestaat uit de eigenlijke roman (158 pagina's), gevolgd door een 'Verklarende woordenlijst' (2 pagina's) en een 'Nawoord van de vertaler' (7 pagina's), beide door Martin de Haan. De drie delen van de eigenlijke roman beginnen met een titelpagina, voorafgegaan en gevolgd door een blanco pagina, en zijn onderverdeeld in genummerde en soms ook getitelde hoofdstukken.
- Eerste deel (67 pagina's; 12 hoofdstukken, waarvan 6 getiteld)
- Tweede deel (73 pagina's; 10 hoofdstukken, waarvan 6 getiteld)
- Derde deel (36 pagina's; 6 hoofdstukken, waarvan 3 getiteld)

Zeven hoofdstukken beginnen met een citaat. In twee gevallen is de herkomst niet duidelijk. De andere citaten zijn uit de Brief van Paulus aan de Romeinen, de Dhammapada en Satipatthana Soetta (beide boeddhistische geschriften), en van Neil Young en Roland Barthes.

### Verhaallijn
Het verhaal speelt zich min of meer af in het heden, dat wil zeggen omstreeks 1990, toen Houellebecq aan zijn eerste roman werkte. Verschillende voor die periode kenmerkende zaken komen in het verhaal ter sprake: de zich snel ontwikkelende IT-branche, de op teambuilding gerichte bedrijfscultuur, het bestellen van een maaltijd via Minitel, het doorbladeren van een postordercatalogus, een mailing per post, een bericht op het antwoordapparaat en telefoonseks.

#### Eerste deel
De hoofdpersoon, tevens de ik-verteller, is een naamloze dertiger die als goedbetaald systeemanalist-programmeur bij een softwarebedrijf in Parijs werkt. Hij heeft geen vrienden en over zijn familieachtergrond komt de lezer vrijwel niets te weten. Zijn beperkte sociale contacten komen uitsluitend voort uit zijn werk; de weekenden brengt hij meestal alleen door. Hij is eenzaam, onderhevig aan depressies en heeft sinds de breuk met zijn vriendin Véronique twee jaar eerder geen seks meer gehad. Vanwege zijn onaantrekkelijke uiterlijk, beperkte sociale vaardigheden en depressieve buiten is hij niet in trek bij de vrouwen. Soms mijmert de IT'er over zijn leven, hoe hij na een chaotisch begin zijn studie met vrij goede resultaten heeft afgerond en nu een prima baan met vooruitzichten heeft. Tegelijkertijd staat de wereld om hem heen hem steeds meer tegen: "Van de maatschappij waarin ik leef moet ik walgen; van de reclame word ik misselijk; van de informatica moet ik kotsen." Af en toe schrijft hij 'filosofische dierenverhalen', waarvan fragmenten in de roman zijn opgenomen.

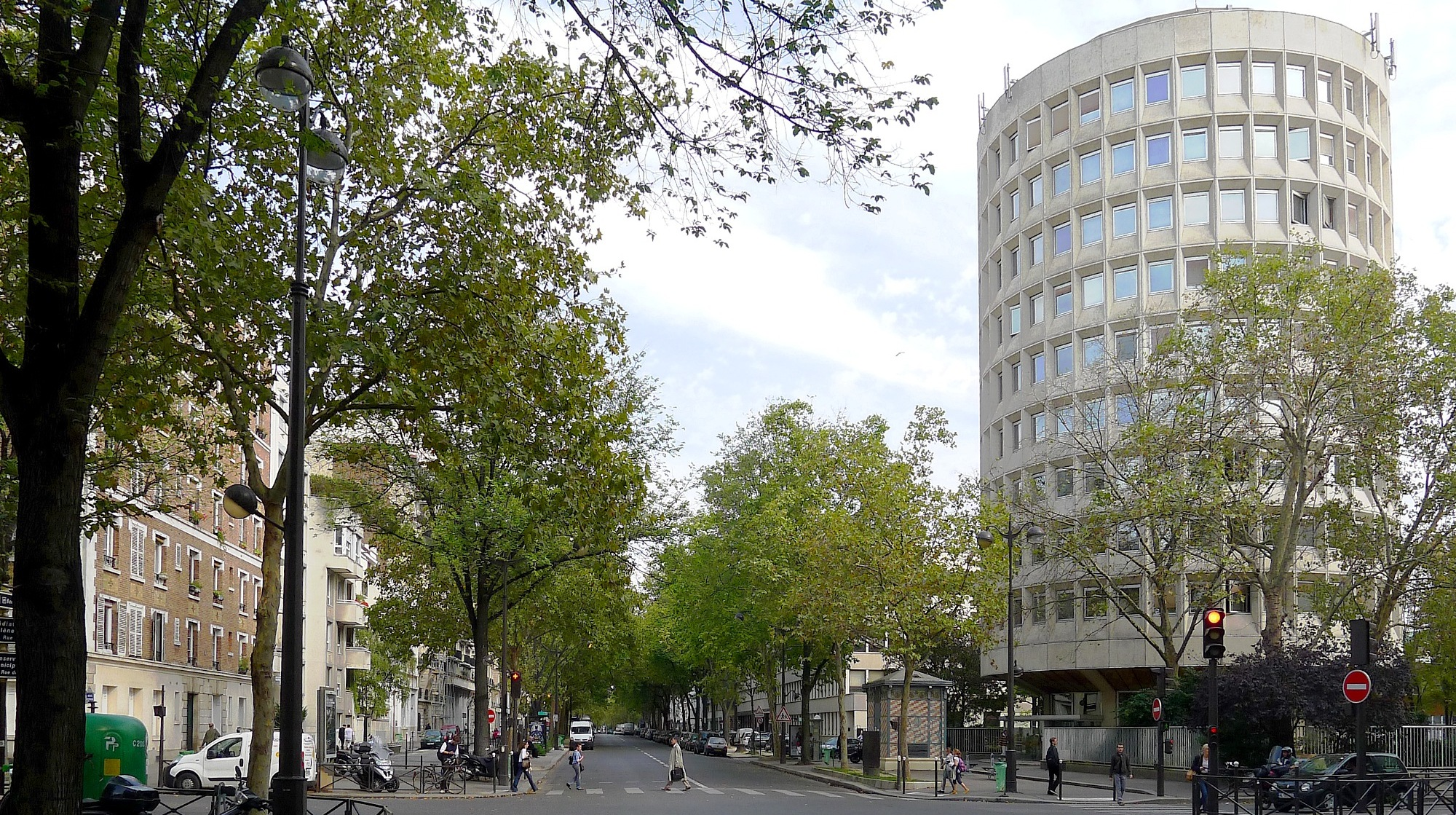
Parijs, 12e arrondissement, Rue de Picpus. In de tijd dat Houellebecq er werkte was in de kantoortoren een afdeling van het ministerie van Landbouw gevestigd. Hier ontmoet de verteller Catherine Lechardoy

Het verhaal begint op een feestje bij een collega van de verteller, waar laatstgenoemde zich bezat aan de wodka, in slaap valt, vervolgens het tapijt onderkotst en dan zijn autosleutels niet meer kan vinden. Twee dagen later gaat hij zijn auto ophalen, maar kan zich niet meer herinneren waar die staat. Hij geeft de auto op als gestolen. Enige tijd later dineert hij met Jean-Pierre Buvet, een vriend uit zijn studententijd die nu pastoor is in Vitry-sur-Seine. Deze vertelt hem dat de media en de reclame de rol van seks in de samenleving overdrijven, dat men voortdurend te horen krijgt dat het leven heerlijk en opwindend is en dat dit tot totale afstomping leidt. De verteller vermoedt dat zijn vriend denkt dat hij er slecht aan toe is. De priester raadt hem aan God opnieuw te vinden of in psychoanalyse te gaan.
De verteller verneemt dat zijn bedrijf een softwareprogramma heeft verkocht aan het ministerie van Landbouw. Het programma ("Sycomoor") moet de uitbetaling van overheidssubsidies aan boeren vereenvoudigen. Samen met een collega, waarvan de naam hem niet wordt medegedeeld, moet de hoofdpersoon trainingen gaan verzorgen bij afdelingen van het ministerie in de provincie. Zijn contactpersoon bij het centrale ministerie is Catherine Lechardoy, een 25-jarige, onaantrekkelijke vrouw met rotte voortanden. "Afgezien van de rotte tanden heeft ze flets haar en kleine oogjes die fonkelen van woede. Geen waarneembare borsten of billen. God is werkelijk niet erg vriendelijk voor haar geweest." Tijdens een receptie op het ministerie overweegt hij, min of meer uit medelijden, een seksuele toenadering. Hij doet het niet, vanwege haar uiterlijk, maar ook omdat hij denkt dat ze het niet geaccepteerd zou hebben. Op het toilet moet hij braken.

#### Tweede deel
De verteller reist met een mannelijke collega, die Raphaël Tisserand blijkt te heten, naar Rouen om daar softwaretrainingen te geven aan het personeel van de departementale afdeling van het ministerie van Landbouw. Het is 1 december. Hij heeft een voorgevoel dat het verblijf in de provincie en de samenwerking met Tisserand een ramp gaat worden: "Het probleem van Raphaël Tisserand – de kern van zijn persoonlijkheid, om precies te zijn – is dat hij zeer lelijk is. Zo lelijk dat hij vrouwen afstoot met zijn uiterlijk en ze niet het bed in kan krijgen. Hij probeert het wel, hij probeert het uit alle macht, maar het lukt niet. Domweg omdat ze hem niet moeten." Tisserand moet die eerste dag in Rouen minstens drie afwijzingen incasseren. De verteller is nerveus en rookt vijf pakjes sigaretten. Drie dagen later wordt hij getroffen door een acute pericarditis. Hij wordt opgenomen in een Rouaans ziekenhuis waar hij twee weken verblijft. Tisserand bezoekt hem enige malen.
Na zijn herstel reist de verteller via Parijs naar La Roche-sur-Yon, waar zich eveneens een vestiging van het ministerie van Landbouw bevindt. Tisserand is er al. In de loop van de volgende dagen begint Tisserand te ontsporen, iets wat de verteller herkent uit de periode na zijn eigen scheiding. Tisserand vertelt dat hij op zijn achtentwintigste nog maagd is en dat een laatste restje trots hem ervan weerhoudt om naar de hoeren te gaan: "ik weet dat sommige mannen hetzelfde gratis kunnen krijgen, en bovendien met liefde". De verteller weet niet wat te antwoorden maar reflecteert later op zijn hotelkamer. Een samenleving gebaseerd op seksueel liberalisme brengt extremen van seksuele bevrediging en seksuele verpaupering voort, zoals het economisch liberalisme extremen van rijkdom en armoede voortbrengt. De wet van de markt. Hij denkt terug aan zijn ex-vriendin Véronique. Het spijt hem nu dat hij haar ooit heeft ontmoet. De psychoanalyse die ze onderging veranderde haar in een egocentrisch schepsel. Na zijn mislukte zelfmoordpoging beschuldigde ze hem van morele chantage; "als ik eraan terugdenk heb ik er spijt van dat ik haar eierstokken niet aan flarden heb gesneden".

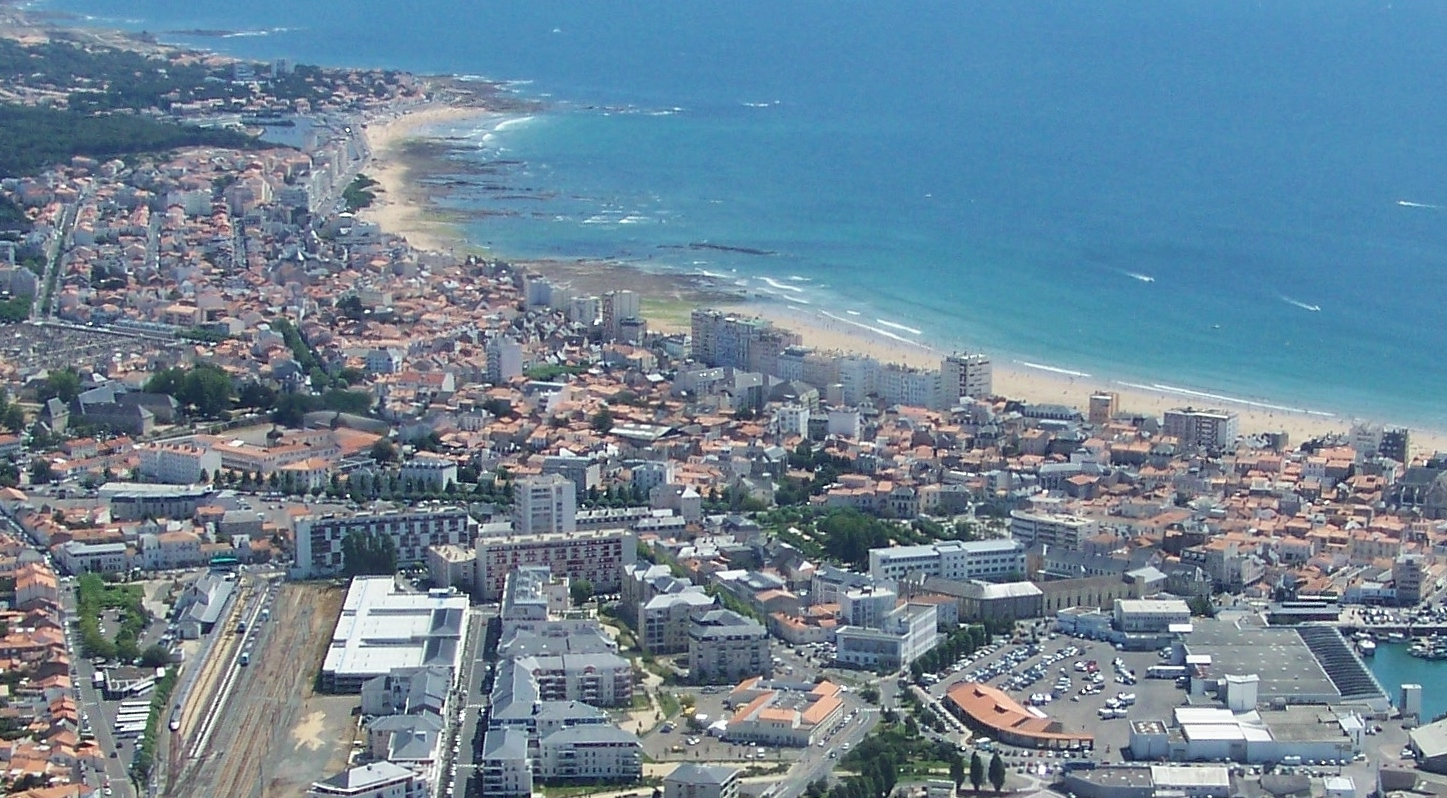
Les Sables-d'Olonne. In deze kustplaats bezoeken de verteller en Tisserand een discotheek en beramen een moordaanslag

Op zaterdagochtend 20 december neemt de verteller een taxi naar Les Sables-d'Olonne, waar hij (slechte) vakantieherinneringen aan heeft (beschreven in een dierverhaal over een poedel en een teckel). Van het uitstapje wordt hij alleen maar depressiever. Op de terugweg koopt hij een steakmes. Op kerstavond haalt hij Tisserand over om samen naar een discotheek in Les Sables-d'Olonne te gaan, dezelfde waar hij als tiener enkele onaangename avonden had doorgebracht. In de disco begint Tisserand een gesprek met een aantrekkelijk jong meisje van een jaar of zeventien (dat volgens de verteller verschrikkelijk veel op Véronique lijkt). Het meisje staat hem vriendelijk te woord, zonder afkeer, maar daarna richt ze haar aandacht op haar vrienden of klasgenootjes. Later danst ze met een lange, donkergetinte knul van een jaar of twintig, terwijl Tisserand verslagen toekijkt. De verteller strooit zout in de wonde door Tisserand eraan te herinneren dat de blauwtjes die hij sinds zijn puberteit heeft gelopen een onuitwisbaar spoor in hem hebben achtergelaten, dat de wond steeds pijnlijker zal worden, zijn hart vervuld zal raken van een ondraaglijke, onafwendbare verbittering. Er rest hem niets anders dan de jonge vrouw te vermoorden. Tisserand antwoordt dat hij liever de knul vermoordt. Even later verlaten de twee jongeren de disco. Tisserand en de verteller volgen per auto de motorscooter van de twee in de richting van het strand, waar het stel tussen de zandduinen bij vollemaan de liefde wil bedrijven. Tisserand volgt hen te voet met het steakmes dat de verteller hem heeft gegeven. Hij keert echter snel terug en verklaart: "Ik heb me afgetrokken. Ik had geen zin om ze te doden; bloed verandert niets." Hij loopt naar de auto en laat de verteller achter in de duinen. Diezelfde nacht krijgt Tisserand op de terugweg naar Parijs een dodelijk auto-ongeluk.

#### Derde deel
Het laatste hoofdstuk van het tweede deel begint met een anoniem citaat: "O, ja, waarden hebben!..." Het eerste hoofdstuk van het laatste deel begint eveneens met een anoniem citaat: "O, het was ironisch bedoeld! Dat is een hele opluchting..."

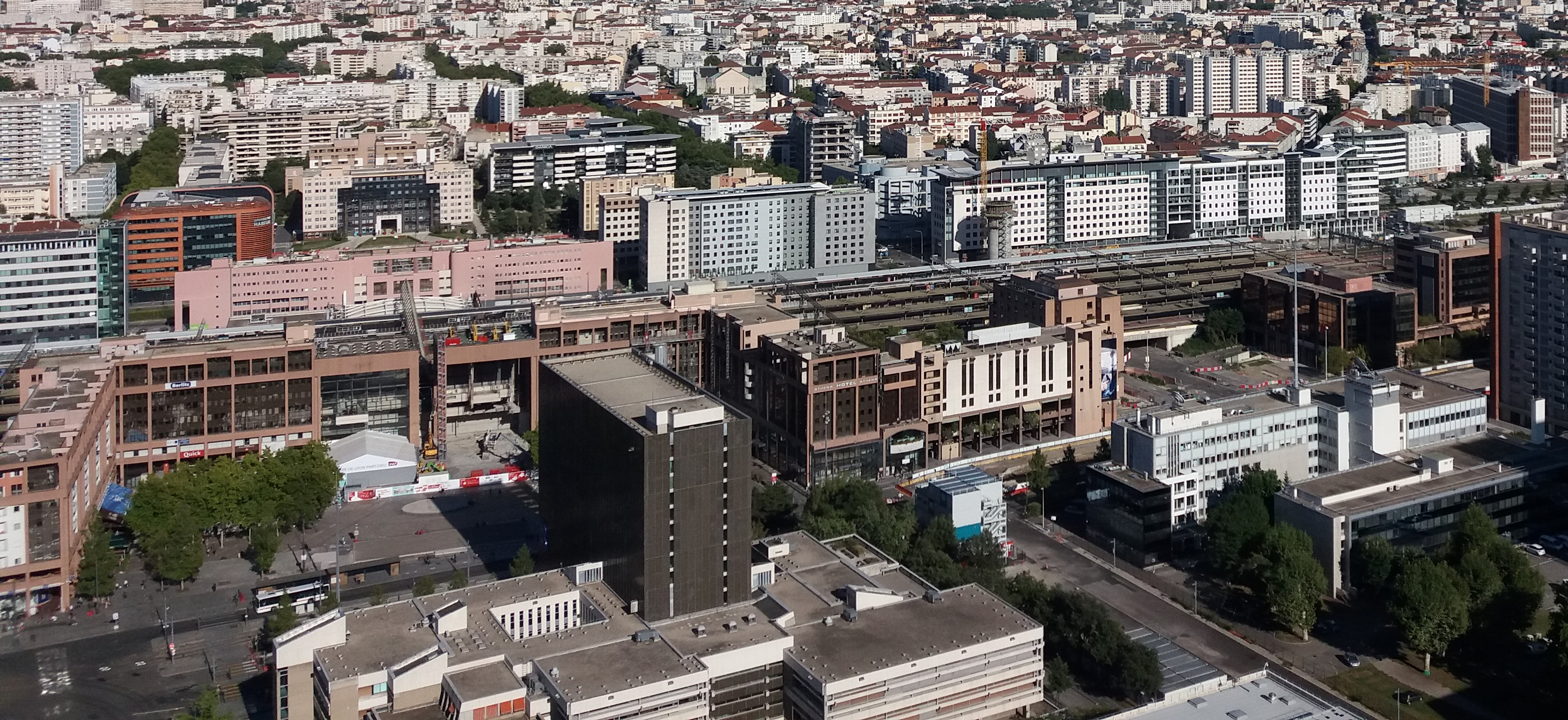
Omgeving station Lyon Part-Dieu, waar de hoofdpersoon een nacht rondzwerft

Terug in Parijs verzinkt de verteller in depressies. Hij denkt aan zelfmoord, maar ziet er het nut niet van in. Zijn overpeinzingen leiden tot een nieuwe diervertelling, 'Dialogen van een chimpansee en een ooievaar', waarin de chimpansee gevangen wordt genomen door een ooievaarsstam, zich voor de oudste ooievaar probeert de verdedigen met een hoogdravende rede over het kapitalisme en Robespierres laatste gedachtegang, waarop de ooievaars met hun spitse snavels de chimpansee doorboren en ontmannen, en hem een gruwelijke dood doen sterven. Op maandagochtend 29 december meldt de verteller zich op zijn kantoor, waar bijna niemand aanwezig is. 's Avonds belt hij een telefonische hulpdienst, die echter in gesprek is, zoals meestal rond de feestdagen. Om een uur of één 's nachts slingert hij een blik doperwten tegen de spiegel van de badkamer. Tot zijn genoegen snijdt hij zich aan de scherven. De volgende dag hoort hij op kantoor dat Tisserand dood is. Hij koopt een Michelinkaart van de streek Rodez-Albi-Nîmes en besluit naar Saint-Cirgues-en-Montagne te reizen, het meest geïsoleerde dorp in de Ardèche, de geboortestreek van zijn ouders. Hij meldt zich ziek, neemt te midden van openbaarvervoersstakingen de trein naar Lyon, maar blijft steken in het busstation Lyon Part-Dieu. Na een nacht tussen randfiguren, neemt hij de volgende dag de TGV terug naar Parijs.
Oudejaarsavond is een ware beproeving. Op 1 januari maakt hij op Minitel een spoedafspraak met een psychiater, die de diagnose depressie vaststelt. Op 5 januari gaat het mis op het werk. De verteller barst in tranen uit als iemand hem een werkgerelateerde vraag stelt. Een uur later deelt hij een oorvijg uit aan een meisje dat zich beklaagt over zijn roken. Hij verlaat het pand, wetend dat daarmee de "dood van een IT'er" is bezegeld. Zijn psychiater verklaart hem tijdelijk arbeidsongeschikt. Hij bezoekt zijn oude studiekameraad Jean-Pierre Buvet in Vitry, die in gewetensnood verkeert. Er heeft zich in zijn parochie, die slechts vijf vaste kerkgangers telt, een geval van onvrijwillige euthanasie voorgedaan: een 82-jarige vrouw was in haar flat aangevallen, ze was met lichte botbreuken naar het ziekenhuis gebracht en daar een paar dagen later overleden. Drie dagen na haar overlijden kreeg Jean-Pierre bezoek van Patricia, een jonge verpleegster die opbiechtte dat ze op verzoek van haar afdelingshoofd de oude vrouw een dodelijke injectie had toegediend, waarna ze geen oog meer had dichtgedaan. Jean-Pierre biecht vervolgens op dat hij een kortstondige liefdesrelatie met de twintigjarige Patricia was begonnen, maar dat is nu afgelopen; ze heeft een nieuw vriendje. Die nacht heeft de verteller voortdurend nachtmerries, de ergste tot dan toe. Als hij ontwaakt overweegt hij met een schaar zijn geslacht af te knippen of zijn oog uit te steken. 

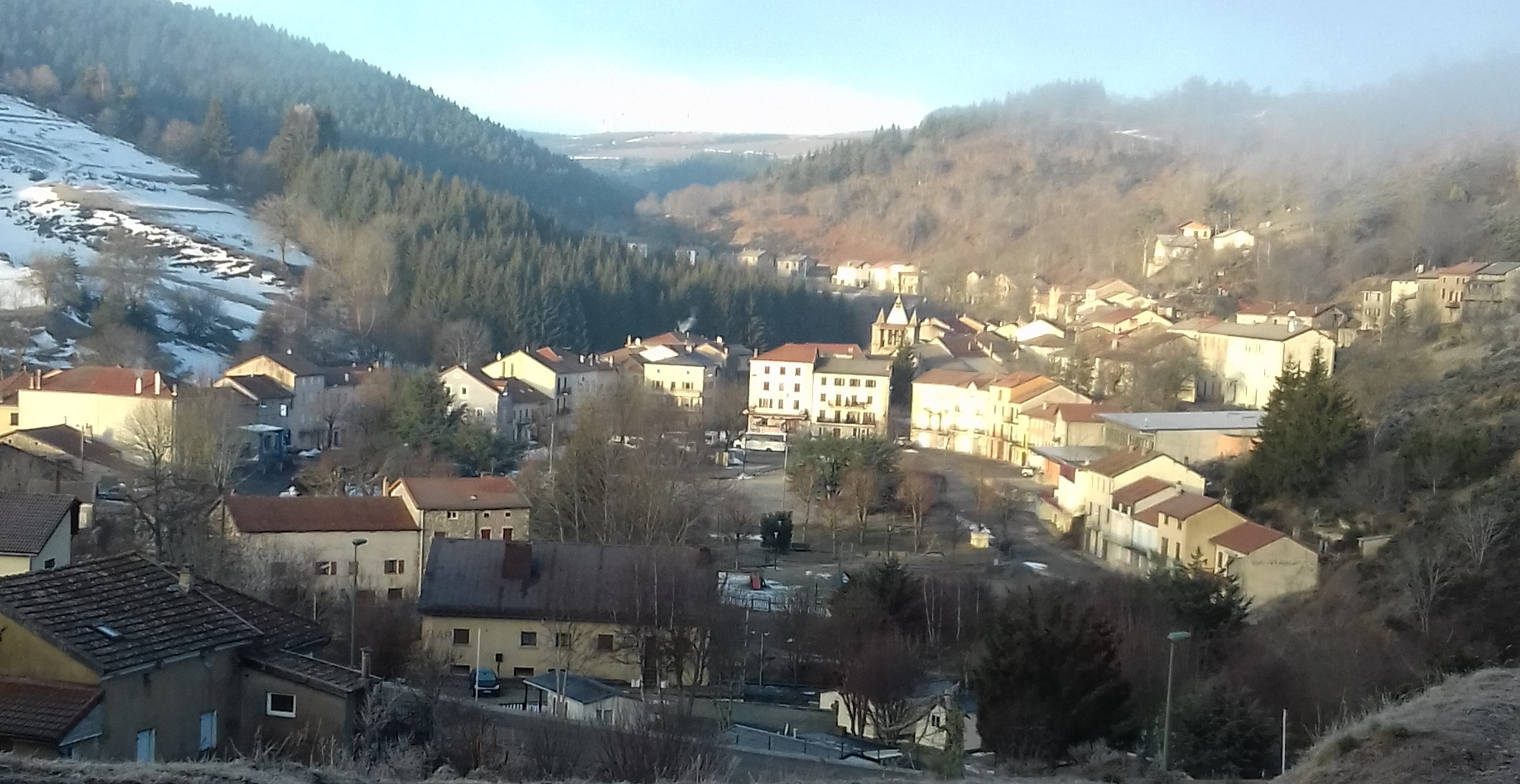
Saint-Cirgues-en-Montagne, waar de hoofdpersoon zijn laatste dagen doorbrengt

De volgende dag laat hij zichzelf opnemen in een psychiatrische kliniek in Rueil-Malmaison. Hij krijgt een goede band met een psychologe die aan een proefschrift werkt en hem daarvoor als casus gebruikt. Als hij haar vraagt of zij met hem naar bed wil gaan, komt ook aan die relatie een einde. Hij observeert de andere patiënten en concludeert dat ze helemaal niet gestoord zijn, maar slechts een gebrek aan liefde hebben. Na enkele maanden verlaat hij de kliniek en maakt alsnog de eerder afgebroken reis naar Saint-Cirgues-en-Montagne. Op het station van Langogne huurt hij een fiets. Vanwege zijn slechte conditie lukt het hem maar ternauwernood om de veertig kilometer naar Saint-Cirgues af te leggen. De volgende ochtend, na een slapeloze nacht, fietst hij het bos van Mazan in, met als vaag doel de bronnen van de Ardêche. Hij verbaast zich over het feit dat zijn geest nog de schoonheid van de natuur kan waarnemen, maar "alles wat een bron van verbondenheid, genot en onschuldige zintuiglijke harmonie had kunnen zijn, is een bron van pijn en ellende geworden". Het einde van de reis blijft open.

### Vorm, stijl, motieven
De roman is geschreven in de ik-vorm, het favoriete vertelperspectief van Houellebecq. De verteller maakt afwisselend gebruik van de onvoltooid tegenwoordige tijd en de onvoltooid verleden tijd. Soms vindt de tempuswisseling midden in een scène plaats, zoals in de beschrijving van de reactie van een collega die de verteller zojuist een paar oorvijgen heeft verkocht: "Even vroeg ik me af of ze me niet met gelijke munt ging betalen; ik wist dat ik in dat geval meteen in tranen zou uitbarsten. Het duurt even, dan zegt ze: 'Zo...', met een stompzinnig omlaaghangende onderkaak."
Over de literaire stijl van Houellebecq, in 1994 nog vrijwel onbekend bij het grote publiek in Frankrijk en daarbuiten, merkte zijn vertaler Martin de Haan het volgende op: "Inderdaad is Houellebecqs stijl tegelijkertijd zeer veranderlijk en direct herkenbaar. Typerend zijn de alomtegenwoordige ironie (in het proza althans, de poëzie is een ander verhaal), de nonchalance ten aanzien van de heersende stijlopvattingen (woordherhalingen storen hem niet in het minst) en de voorliefde voor schokeffecten: vaak verandert hij plotseling van toon of register of plaatst hij zinnen naast elkaar die niets met elkaar te maken lijken te hebben." Als voorbeeld noemt De Haan het curieuze begin van het tweede deel van De wereld als markt en strijd, een encyclopedische, maar tegelijkertijd poëtische beschrijving van de zeestraat Bab el Mandeb, inclusief de hoge haaidichtheid in het gebied. Die encyclopedische nauwkeurigheid duikt ook op in andere passages. Opvallend zijn de drie fabels – in elk boekdeel één – waarin dieren filosofische vraagstukken behandelen. Van een geheel andere orde zijn de citaten uit reclamefolders, zoals de letterlijk overgenomen beschrijving van "mensen van nu" in een brochure van Galeries Lafayette. Daarnaast strooit de schrijver bij monde van zijn personages met seksuele fantasieën, onverwerkte rancunes en ondoordachte vooroordelen over vrouwen, allochtonen, studenten, stakers en psychoanalytici. Dit alles zorgt voor een ongewone mengeling van stijlen.
Een motief dat in deze roman wordt geïntroduceerd en daarna regelmatig zal terugkeren in het werk van Houellebecq, is dat van de walking ghost phase, waarin de hoofdpersoon alleen eindigt, er geen inzet meer is, alleen nog leegte. In De wereld als markt en strijd loopt de ik-persoon, totaal uitgeput en leeg van binnen, het bos van Mazan in, voortgaande "door een wereld die hem niets meer te bieden heeft, die in zekere zin volledig tot stilstand is gekomen". Hij constateert "dat de 'sublieme eenwording' met de natuur niet zal plaatsvinden [...] Ik heb lang gedacht dat het mijn taak was met hem samen te vallen. Dat is nu verleden tijd."

## Publicatie

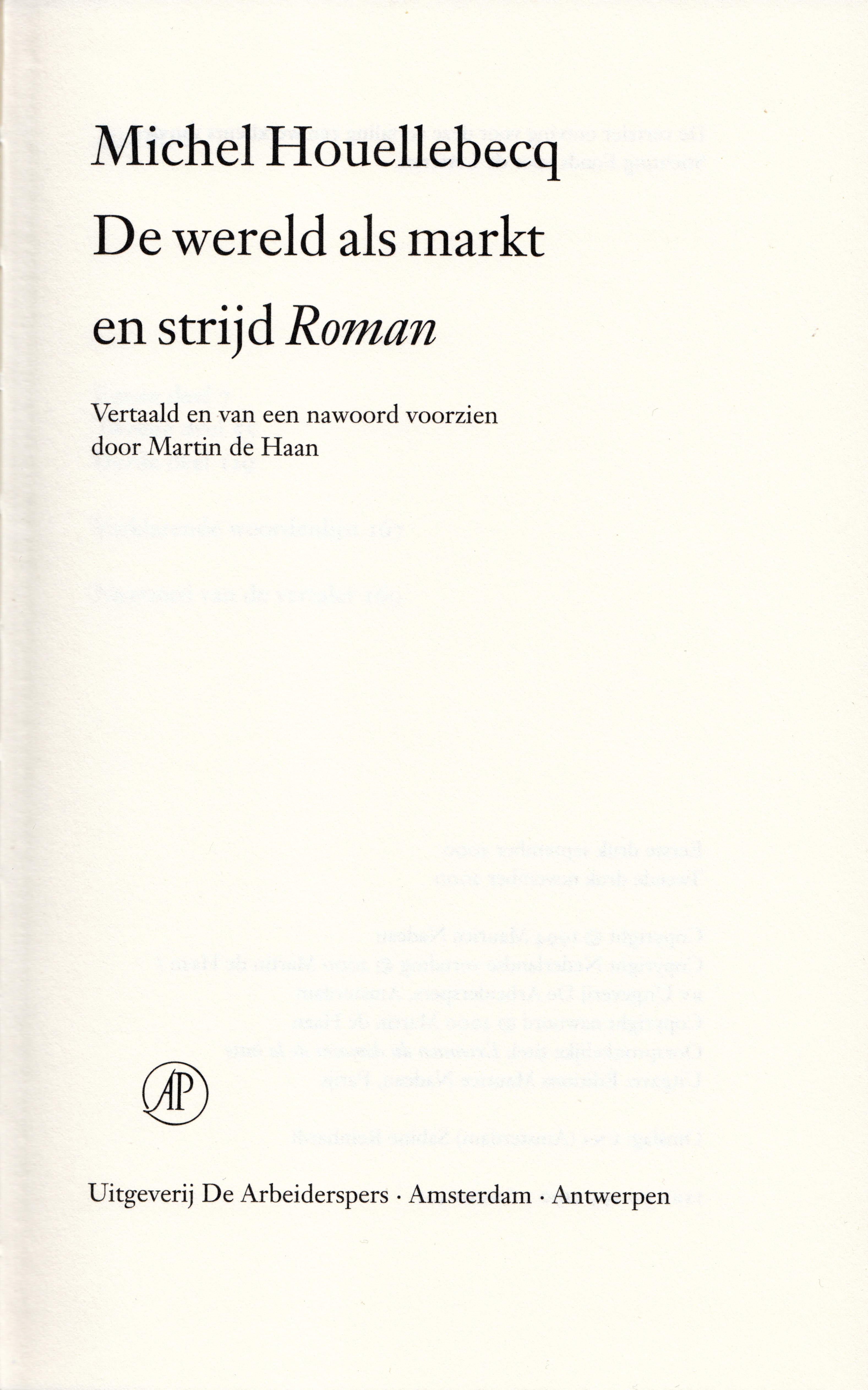
Titelpagina van de Nederlandse uitgave (2000)

Extension du domaine de la lutte verscheen in Frankrijk op 20 oktober 1994 in een eerste oplage van 25.000 exemplaren bij de kleine uitgeverij Éditions Maurice Nadeau. Na de door weinigen opgemerkte verschijning, overtrof de verkoop meteen de verwachtingen van de uitgever. Het boek lapte alle verkoop- en marketingwetten aan zijn laars: "zonder enige reclame had het een prominente plaats in de boekhandels weten te veroveren en behouden, en de Franse literaire wereld raakte maar niet uitgepraat over dat merkwaardige boek." Door het succes van Houellebecqs tweede roman, Elementaire deeltjes – uitgegeven door Flammarion, dat zijn vaste uitgever zou blijven – kreeg de verkoop van zijn debuutroman in 1998 een nieuwe impuls: tegen het einde van dat jaar ging het 50.000e exemplaar van de pocketeditie over de toonbank.
De Nederlandse vertaling door Martin de Haan verscheen in september 2000 bij De Arbeiderspers, aanvankelijk alleen verkrijgbaar als hardcover. Het was de tweede roman van Houellebecq die in het Nederlands verscheen; Elementaire deeltjes was een jaar eerder verschenen. Voor de vertaling stelde het Nederlands Letterenfonds een werkbeurs ter beschikking. Het oorspronkelijke omslagontwerp was van ontwerpbureau UNA en toonde een zwarte kaft met witte en groene opdruk en in de linkerbovenhoek een kleine fotomontage van Sabine Reinhardt in hardroze. De tweede druk verscheen in november 2000.

### Uitgaven (selectie)
- (fr)  Michel Houellebecq: Extension du domaine de la lutte. Uitgever: Éditions Maurice Nadeau (originele uitgave: 1994)
- (en)  Michel Houellebecq & Paul Hammond (vertaler): Whatever. Serpent's Tail (oktober 1998)
- (de)  Michel Houellebecq & Leopold Federmair (vertaler): Ausweitung der Kampfzone. Rowohlt Verlag (juni 1999)
- (es)  Michel Houellebecq & Encarna Gómez Castejón (vertaler): Ampliación del campo de batalla. Anagrama (1999)
- (nl)  Michel Houellebecq & Martin de Haan (vertaler): De wereld als markt en strijd. De Arbeiderspers (september 2000)
- (it)  Michel Houellebecq & Sergio Claudio Perroni (vertaler): Estensione del dominio della lotta. Bompiani (2000)
- (tr)  Michel Houellebecq & Aysel Bora (vertaler): Kuşatılmış Yaşamlar. Can Yayınları (2001)
- (pt)  Michel Houellebecq & Juremir Machado da Silva (vertaler): Extensão do Domínio da Luta. Editora Sulina (2002)
- (ru)  Michel Houellebecq & Nina Kulish (vertaler): Расширение пространства борьбы. Inostranka (2003)[1]

### Ontvangst
- De Franstalige pers wist aanvankelijk niet goed raad met Extension du domaine de la lutte. Le Journal du Dimanche schreef: "Michel Houellebecqs roman toont aan dat de literatuur haar laatste woord nog lang niet gesproken heeft. Hier zien we de huidige wereld zoals ze is."[26] Later werd het boek beschouwd als een sensatie en Houellebecq uitgeroepen tot de grote belofte van de Franse literatuur. Het literaire tijdschrift L'Atelier du roman besteedde tussen 1995 en 1997 maar liefst vijf keer aandacht aan de roman.[27]
- De Engelstalige pers was verdeeld over Whatever. The Washington Post schreef: "Deze knul heeft serieuze therapie nodig; misschien is het al te laat daarvoor." De Britse schrijver Tibor Fischer noemde het: "L'Etranger for the info generation". Time Out was zelfs enthousiast: "Verbazingwekkend! Misschien wordt het hier ook wel een cultroman." The Guardian vergeleek de roman met een bedorven oester, die gemakkelijk naar binnen glijdt. The Independent was niet veel positiever: "Een bijtende verbeelding van het moderne leven [...] grappig, angstaanjagend en misselijkmakend."[28]
- De Nederlandstalige kritieken waren aanvankelijk spaarzaam. De publicatie van de Franstalige versie in 1994 ging in Nederland en Vlaanderen grotendeels onopgemerkt voorbij. Pas na de ophef in Frankrijk rond de verschijning van Les Particules élémentaires in 1998, en met name na de verschijning van de Nederlandse vertaling daarvan in 1999, werd Houellebecqs debuutroman hier opgemerkt. Loes Reijmer (de Volkskrant) las op aanraden van vrienden Platform, Elementaire deeltjes en pas daarna De wereld als markt en strijd. Van dat laatste was ze uiteindelijk het meest onder de indruk.[29] Chrétien Breukers had het boek twaalf jaar in huis voor hij het ging lezen. Hij was diep onder de indruk en deed daarvan verslag op Tzum: "Het is een boek als een voorhamer, geschreven in een misschien niet altijd elegante, maar wel heel effectieve stijl."[30] Michiel Lieuwma schreef in het online magazine van De Correspondent: "Geen andere roman speelt zo doeltreffend met de rol van de verteller, geen andere roman vat onze wereld kernachtiger samen. [...] Hij [Houellebecq] wil de wereld in beweging brengen, niet de literatuur."[31]